# Supremum
Ett supremum (flertalsform: suprema) till en delmängd A  av en partialordnad mängd X, som betecknas sup A, är den unika minsta övre begränsningen till A (om en sådan finns). Supremum kallas ibland även minsta majorant.  Om x = sup A existerar, så kan det tillhöra A, eller inte; x ∈ A om och endast om x är det största elementet i A.
På motsvarande sätt kallas en största undre begränsning till A mängdens infimum.
Teorin för suprema och infima är grundläggande för teorin för reella tal i allmänhet, och för reell analys i synnerhet. Begreppen är också mycket viktiga inom ordningsteori i allmänhet, bland annat i teorin för gitter.

## Formell definition
Formellt kan man för en mängd X med partialordningen {\displaystyle \leqslant } och en delmängd {\displaystyle A\subseteq X} definiera supremum som följer.
Låt {\displaystyle M_{A}:=\{x\in X:\forall a\in A:a\leqslant x\}}. Då gäller
{\displaystyle x_{0}=\sup A\iff x_{0}\in M_{A}\land (\forall x\in M_{A}:x_{0}\leqslant x)\iff x_{0}=\min M_{A}}
(där det minsta elementet min MA existerar precis då supremum av A gör det).

## Suprema för delmängder av R
Supremum till en mängd av reella tal är mängdens minsta övre begränsning. Supremum för en mängd av reella tal tillhör mängden eller är åtminstone ett gränsvärde av en talföljd i mängden. Supremum för en mängd A, betecknas med sup A och kan definieras som det minsta reella tal, som är större än eller lika med varje tal i A.
Satsen: Varje icke-tom mängd av reella tal som har en övre begränsning, har en minsta övre begränsning, kallas för fullständighetsaxiomet och är ett av de axiom som ingår i konstruktionen av de reella talen.
En vanlig generalisering av supremum till godtyckliga delmängder av {\displaystyle \mathbb {R} } ges av att man låter 
{\displaystyle \sup \varnothing =-\infty }, där {\displaystyle \varnothing } är den tomma mängden och   {\displaystyle \sup U=\infty } om {\displaystyle U}  inte är uppåt begränsad.
Varje icketom nedåt begränsad mängd av reella tal har på motsvarande sätt även en största undre begränsning, som kallas mängdens infimum.

### Supremumegenskapen
Man säger att en ordnad mängd {\displaystyle S} har supremumegenskapen om varje icke-tom uppåt begränsad delmängd till {\displaystyle S} har ett supremum (som också ligger i {\displaystyle S}).
De naturliga talen ({\displaystyle \mathbb {N} }) och de reella talen ({\displaystyle \mathbb {R} }) har supremumegenskapen. En mängd som inte har supremumegenskapen är de rationella talen ({\displaystyle \mathbb {Q} }). Ett exempel på en delmängd i {\displaystyle \mathbb {Q} } som inte har ett supremum är:
{\displaystyle A=\{x\in \mathbb {Q} :x^{2}<2\}}
Dvs, alla tal vars kvadrat är mindre än 2. Att hitta ett rationellt supremum till den här mängden är omöjligt. Det är lätt att hitta en övre gräns; vilket positivt tal som helst, vars kvadrat är större än 2, går bra. Säg nu att man väljer ett rationellt tal som är en övre gräns. Då kan det omöjligtvis vara den minsta översta gränsen, då {\displaystyle {\sqrt {2}}} är ett irrationellt tal. Man kan då, oberoende av vilket rationellt tal man valt som övre gräns, alltid hitta ett mindre rationellt tal som också är övre gräns. Detta kan visas mer strikt genom att man antar att man har en godtycklig övre gräns för {\displaystyle A}, kallad {\displaystyle p} och {\displaystyle p^{2}>2}. Då är även följande {\displaystyle q} en övre gräns till {\displaystyle A}:
{\displaystyle q={\frac {2p+2}{p+2}}}
{\displaystyle q<p\Leftrightarrow {\frac {2p+2}{p+2}}-p<0\Leftrightarrow {\frac {2p+2-p(p+2)}{p+2}}<0\Leftrightarrow {\frac {2-p^{2}}{p+2}}<0}
Vilket är sant då {\displaystyle p^{2}>2}. För att se att {\displaystyle q} är en övre gräns:
{\displaystyle q^{2}-2=\left({\frac {2p+2}{p+2}}\right)^{2}-2={\frac {4p^{2}+8p+4-2p^{2}-8p-8}{(p+2)^{2}}}={\frac {2p^{2}-4}{(p+2)^{2}}}>0}
Då {\displaystyle p^{2}>2} är {\displaystyle 2p^{2}-4>2*2-4=0}. Alltså är {\displaystyle q} en övre gräns till {\displaystyle A} som är mindre än {\displaystyle p}.

## Suprema i gitter
Ett gitter X är en partialordnad mängd där delmängden {x,y} har både ett supremum och ett infimum, för alla x,y ∈ X. Ofta används beteckningarna x ∨ y respektive x ∧ y och de engelska namnen join respektive meet för sup {x,y} respektive inf {x,y}. Gittret är komplett om dess samtliga delmänger har suprema och infima.